# コネキシン43
コネキシン43（英: connexin 43、Cx43）またはGJA1（gap junction protein alpha 1）は、ヒトでは6番染色体上のGJA1遺伝子にコードされるタンパク質である。GJA1はコネキシンとしてギャップジャンクションの構成要素となり、ギャップジャンクションを介した細胞間コミュニケーション（GJIC）を可能にすることで細胞死、増殖、分化を調節する。コネキシン43は筋収縮、胚発生、炎症、精子形成など多くの生物学的過程のほか、眼歯指異形成症（ODDD）、心奇形、がんなどの疾患への関与も示唆されている。

## 構造
コネキシン43は382アミノ酸から構成される43.0 kDaのタンパク質である。長いC末端テール、N末端ドメイン、そして複数の膜貫通ドメインから構成される。このタンパク質は脂質二重層を4回通過し、N末端とC末端は細胞質へ露出している。C末端テールは50アミノ酸から構成され、翻訳後修飾部位のほか、転写因子、細胞骨格要素やその他のタンパク質の結合部位が含まれ、pHゲート機能の調節やチャネルの組み立てなどに中心的な役割を果たす。このテールをコードするDNA領域は高度に保存されており、変異に対する抵抗性があるか、もしくは変異した場合には致死的となることが示唆される。一方、N末端ドメインはチャネルのゲート機能やオリゴマー化に関与しており、チャネルの開状態と閉状態の切り替えを制御している可能性がある。膜貫通ドメインはギャップジャンクションチャネルを形成し、細胞外ループはチャネルの適切なドッキングを促進している。2つの細胞外ループはジスルフィド結合を形成し、2つのコネクソン間で相互作用して完全なギャップジャンクションチャネルの形成を担う。
GJA1のmRNAの5' UTRにはIRESが存在し、熱ショックやストレスなどの条件下でのキャップ非依存的な翻訳を可能にしている。

## 機能

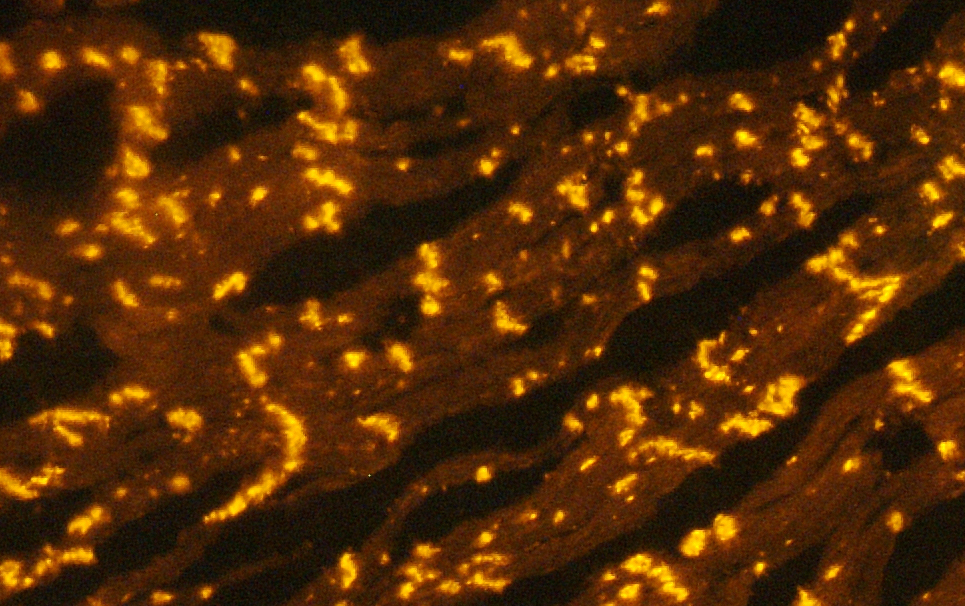
ラット心筋におけるコネキシン43の分布（心筋細胞間のギャップジャンクション）

コネキシン43はコネキシンファミリーの一員であり、ギャップジャンクションの構成要素となる。ギャップジャンクションは隣接する細胞間を連結する細胞間チャネルであり、イオンやセカンドメッセンジャーなどの低分子の交換を可能にすることで恒常性を維持している。
コネキシン43は最も普遍的に発現しているコネキシンであり、ほとんどの細胞種で検出される。心臓のギャップジャンクションの主要なタンパク質であり、心臓の同調した収縮に重要な役割を果たしているとされる。コネキシン43は心臓やその他の重要な器官で重要な役割を果たしている一方、その半減期は短い（2時間から4時間）。このことは心臓では毎日ターンオーバーが起こっていることを示しており、コネキシン43は非常に豊富に存在するか、もしくは他のコネキシンによって機能が補償されている可能性がある。コネキシン43には胚発生にも大きく関与している。例えば、TGF-β1はSmadやERK1/2シグナル伝達経路を介してコネキシン43の発現を誘導し、栄養芽層細胞の胎盤への分化を引き起こすことが観察されている。
さらにコネキシン43は好酸球やT細胞など多くの免疫細胞でも発現しており、そのギャップジャンクション機能はこれらの細胞の成熟と活性化を促進する。またその延長として、炎症応答を起こすために必要なクロスコミュニケーションを促進している。
コネキシン43はチャネルタンパク質であるが、チャネル非依存的な機能も果たす。コネキシン43は細胞質で微小管ネットワークを調節し、細胞の遊走や極性を調節する。こうした機能は脳や心臓の発生時のほか、内皮細胞の創傷治癒の際にも観察されている。コネキシン43はミトコンドリアにも局在していることが観察されており、そこで酸化ストレス条件下における内因性アポトーシス経路をダウンレギュレーションすることで細胞の生存を促進している。

## 臨床的意義
GJA1遺伝子の変異はODDD、頭蓋骨幹端骨異形成症、乳幼児突然死症候群（不整脈と関係している）、ハラーマン・ストライフ症候群、内臓心房錯位などの心奇形と関係している。ODDDとは無関係な聴力消失と皮膚障害も数例報告されている。コネキシン43はもともとの配列からの逸脱に対する許容性が低く、機能喪失または機能獲得変異は疾患表現型を引き起こす。一方で、コネキシン43は心筋細胞のギャップジャンクションを形成している最も豊富に存在するタンパク質であり、正常な活動電位の伝播に必要であるにもかかわらず、多くのGJA1体細胞変異を抱える患者でほとんどの場合に不整脈がみられないことは逆説的である。
コネキシン43の発現は、鼻咽頭癌、髄膜腫、血管周皮腫、肝臓腫瘍、結腸癌、食道癌、乳癌、中皮腫、膠芽腫、肺癌、副腎腫瘍、腎細胞癌、子宮頸癌、卵巣腫瘍、子宮体癌、前立腺癌、甲状腺癌、精巣腫瘍などさまざまな種類のがんと関係している。がんの発生や転移にはコネキシン43の細胞運動性や極性の制御における役割が寄与していると考えられているが、ギャップジャンクションタンパク質としての役割も関与している可能性がある。さらに、このタンパク質の細胞保護効果も放射線療法下での腫瘍細胞の生存を促進しており、GJA1遺伝子のサイレンシングは放射線感受性を増大させる。そのため、コネキシン43はがんに対する放射線治療の奏功を改善するための標的となる可能性がある。コネキシン43はバイオマーカーとして、若年男性の精巣がんのリスクのスクリーニングにも利用される。
現在、抗不整脈ペプチドベースの薬剤であるロチガプチド、そしてダネガプチド（danegaptide）などの誘導体のみが、心臓病治療の臨床試験に到達している。コネキシン40など、コネキシン42と同様の機能を果たす補完的なコネキシンも薬剤標的となる可能性がある。しかしながらどちらのアプローチにおいても、病変組織のみを標的とし、その他の部位で発生異常を誘導しないようなシステムを必要とする。そのため、アンチセンスオリゴヌクレオチド、トランスフェクションまたは感染によって変異型GJA1のmRNAのみをノックダウンするmiRNAを設計し、それによって野生型GJA1の発現を可能にして正常な表現型を保持することがより効果的なアプローチとなる。

## 相互作用
コネキシン43は次に挙げる因子と相互作用することが示されている。
- コネキシン37（英語版）[12]
- コネキシン40（英語版）[12]
- コネキシン45（英語版）[12]
- MAPK7（英語版）[18]
- カベオリン1[19]
- TJP1（英語版）[20]
- CSNK1D（英語版）[21]
- PTPRM（英語版）[22]

## 関連文献
- Connexins, A Guide. New York: Springer. (2009). p. 574. ISBN 978-1-934115-46-6
- “Connexin expression and turnover : implications for cardiac excitability”. Circulation Research 86 (7):  723–728. (Apr 2000). doi:10.1161/01.res.86.7.723. PMID 10764404.